# Никола Янев (публицист)
Вижте пояснителната страница за други личности с името Никола Янев.
Никола Янев (на македонска литературна норма: Никола Јанев) е публицист и журналист от Социалистическа Република Македония.

## Биография
Янев е роден в 1916 година в окупирания от Царство България Охрид. Завършва право в Белградския университет. Още като студент започва да пише в печата, като тема на неговите репортажи са хората и събитията в родния му град. Дял от неговото творчество е публикуван посмъртно в книгата „Маргиналии за мојот град“, издадена в 1998 година я Охрид.